# Mora folkhögskola
Mora folkhögskola är en folkhögskola i Mora, grundad 1907. Huvudman är Region Dalarna. Skolan tillkom genom Anders och Emma Zorns ekonomiska stöd. Mora folkhögskola kallas ibland Skeriol, vilket är namnet på skolans geografiska plats. Janne Romson var rektor för skolan under dess tidigare år.